# Boris Jegorov
Boris Borisovič Jegorov (rusky Борис Борисович Егоров; 26. listopadu 1937 Moskva – 12. září 1994 Moskva) byl sovětský kosmonaut ruské národnosti, lékař.

## Život

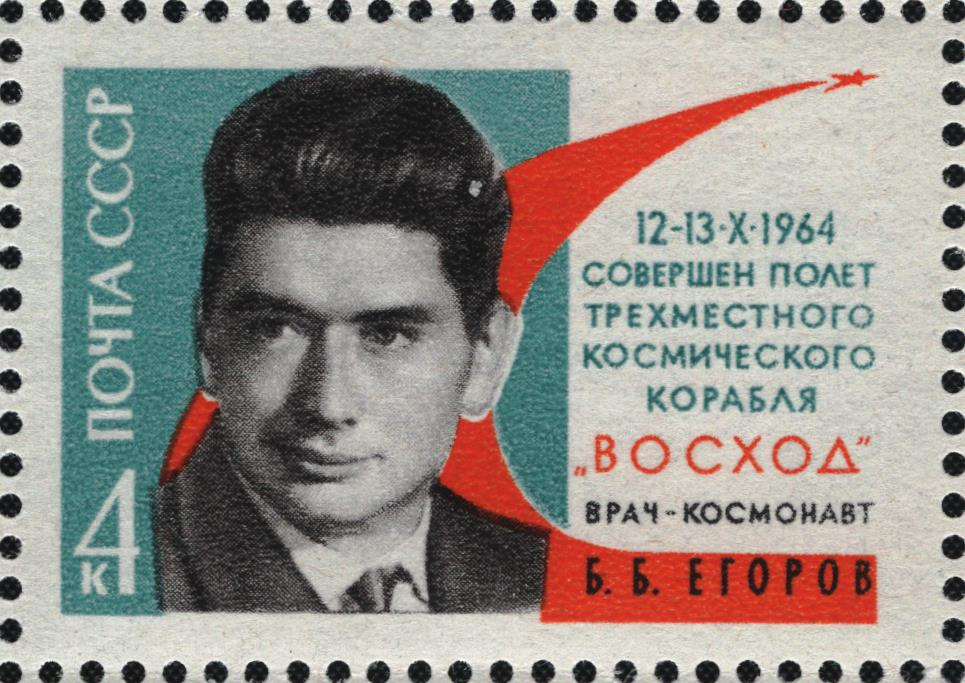
Sovětská poštovní známka z roku 1964 s Borisem Jegorovem.

Oba rodiče byli lékaři. Matka mu zemřela v jeho 14 letech. Jako dítě měl zálibu v elektrotechnice, doma se mu automaticky otevíraly i zásuvky od stolu a dokonce si postavil sám i televizor. A přece věren rodinnému prostředí po ukončení střední školy požádal o přijetí na lékařskou fakultu. Tady se zapojil do katedry fyziky, pak do ústavu vývoje lékařských přístrojů a zařízení. Ještě v době studia na vysoké škole se dostal do Výzkumného ústavu kosmického lékařství a tady měl možnost sledovat budoucí kosmonauty např. v kabině ticha. Zabýval se intenzivně elektrofyziologií, studiem vestibulárního aparátu (v uchu). Pak se stal členem skupiny lékařů výsadkářů, kteří prohlíželi kosmonauty na místě přistání. Mezitím absolvoval roku 1960 parašutistický výcvik a v roce 1964 byl přijat do oddílu kosmonautů. A jako lékař výzkumník sledující zdravotní stav svých kolegů přímo v době letu absolvoval roku 1964 svůj let s kosmickou lodí Voschod 1. Rok po svém návratu se stal čestným doktorem medicíny Humboldtovy univerzity v Berlíně, byl také hostem Kongresu leteckého a kosmického lékařství v Praze. Pracoval dál jako profesor ve zvoleném oboru kosmického lékařství. Byl ženatý a měl jedno dítě. Zemřel ve svých 56 letech na zástavu srdce.

## Let do vesmíru
Letěl společně s Vladimírem Komarovem a Konstantinem Feoktistovem a byl to první společný let více kosmonautů. V posádce pracoval ve funkci kosmonaut – lékař. Loď startovala z kosmodromu Bajkonur a kabina s posádkou přistála na padácích blízko kosmodromu po 24hodinovém letu.
- Voschod 1 (12. října 1964 – 13. října 1964)